# Requiem (Fernsehserie)
Requiem ist eine britische Thrillerserie mit Mystery-Elementen aus dem Jahr 2018. Sie handelt von einer bekannten Cellistin, die herausfinden möchte, ob der Suizid ihrer Mutter mit dem 23 Jahre zurückliegenden Verschwinden eines Mädchens zu tun hat. Die Miniserie ist eine Co-Produktion der britischen BBC sowie des US-amerikanischen Streaminganbieters Netflix, letzterer strahlt die Produktion zudem international und somit auch in Deutschland aus. Am 25. Mai 2021 feierte Requiem auf One ihre deutsche Free-TV-Premiere.

## Handlung
Nach dem Selbstmord ihrer Mutter Janice Grey fällt ihrer Tochter Matilda, einer berühmten Cellistin, beim Sortieren ihrer Besitztümer auf, dass ihre Mutter wahrscheinlich etwas mit dem Verschwinden eines kleinen Mädchens in einer walisischen Kleinstadt im Jahr 1994 zu tun hatte. Gemeinsam mit ihrem besten Freund und Kollegen Hal Fine begibt sie sich in die Stadt, wobei sie mit übernatürlichen Ereignissen, misstrauischen Bewohnern, Fragen über ihre Vergangenheit und der Suche nach ihrer wahren Identität konfrontiert wird.

## Besetzung und Synchronisation
Die deutschsprachige Synchronisation entstand nach Dialogbüchern von Andreas Pollak und unter der Dialogregie von Boris Tessmann.

### Hauptbesetzung
| Rolle             | Schauspieler        | Hauptrolle      | Synchronsprecher         |
| ----------------- | ------------------- | --------------- | ------------------------ |
| Matilda Grey      | Lydia Wilson        | 1.01–1.06       | Nicole Hannak            |
| Harlan „Hal“ Fine | Joel Fry            | 1.01–1.06       | Tim Knauer               |
| Nick Dean         | James Frecheville   | 1.01–1.06       | Jaron Löwenberg          |
| Trudy Franken     | Sian Reese-Williams | 1.01–1.06       | Svantje Wascher          |
| Stephen Kendrick  | Brendan Coyle       | 1.01–1.06       | Uwe Büschken             |
| Rose Morgan       | Claire Rushbrook    | 1.01–1.06       | Susanne von Medvey       |
| Aron Morgan       | Richard Harrington  | 1.01–1.06       | Boris Tessmann           |
| Janice Grey       | Joanna Scanlan      | 1.01–1.06       | Almut Zydra              |
| PC Graves         | Claire Calbraith    | 1.01–1.06       | Bianca Krahl             |
| Sylvia Walsh      | Tara Fitzgerald     | 1.01–1.06       | Sabine Arnhold           |
| Ed Fenton         | Dyfan Dwyfor        | 1.01–1.06       | Tim Sander               |
| Sean Howell       | Sam Hazeldine       | 1.02–1.04, 1.06 | Gerrit Hamann            |
| Lloyd Satlow      | Simon Kunz          | 1.01–1.06       | Erich Räuker             |
| Verity Satlow     | Pippa Haywood       | 1.01–1.06       | Kerstin Sanders-Dornseif |

### Nebenbesetzung
| Rolle          | Schauspieler    | Nebenrolle      | Synchronsprecher |
| -------------- | --------------- | --------------- | ---------------- |
| Royce Evans    | Charles Dale    | 1.01–1.06       | Tobias Lelle     |
| David Morgan   | Brochan Evans   | 1.01–1.06       | Mik Dankou       |
| PC Ian Shortly | Darren Evans    | 1.01–1.06       | Lasse Dreyer     |
| Harry Franken  | Ifan Huw Thomas | 1.01–1.06       | Tim Moeseritz    |
| Carys Howell   | Emmie Thompson  | 1.01–1.03, 1.06 | Isabella Vinet   |
| Carl           | Oliver Lansley  | 1.01–1.03       | Bernhard Völger  |
| Meredith Dean  | Jane Thorne     | 1.01–1.03       |                  |
| Laura          | Anastasia Hille | 1.04, 1.05      | Sabine Mazay     |
| Matilda (jung) | Bella Ramsey    | 1.02            | Jodie Blank      |

## Episodenliste
| Nr. | Deutscher Titel | Originaltitel | Erstausstrahlung UK | Deutschsprachige Erstveröffentlichung (D/A/CH) | Regie        | Drehbuch       |
| --- | --------------- | ------------- | ------------------- | ---------------------------------------------- | ------------ | -------------- |
| 1 | Matilda         | Matilda       | 2. Feb. 2018        | 23. März 2018                                  | Mahalia Belo | Kris Mrska     |
| Die gefeierte Cellistin Matilda Grey bereitet sich gerade auf eine Welttournee vor, als ihre Mutter Janice völlig unerwartet Selbstmord begeht. Während Matilda die Besitztümer der Toten sortiert, stößt sie auf eine Schachtel, in der sich Zeitungsausschnitte und eine Videokassette befinden. Diese handeln von dem Verschwinden des vierjährigen Mädchens Carys Howells in der walisischen Kleinstadt Penllynith im Jahr 1994. Matilda beschließt, mit ihrem besten Freund und Kollegen Hal in die Stadt zu fahren, um herauszufinden, welche Verbindung ihre Mutter zu dem Fall hatte. Als sie dort ankommen, wird gerade der wohlhabende Ewan Dean beerdigt, der in seinem Anwesen, dem Dean House, Spiegel zerbrochen und eine Falltür untersucht hat, woraufhin er sich das Leben nahm. Carys Mutter Rose befindet sich auf dem Begräbnis, als die Bewohner Matildas und Hals Anwesenheit bemerken, reagieren sie sehr aufgebracht. Sie kommen bei Nick, Ewans australischem Großneffen und Erben, unter, der sie im Dean House übernachten lässt. Als Matilda sich im Haus umsieht und die Falltür inspiziert, hat sie plötzlich einen Verdacht, selbst Carys zu sein. |                 |               |                     |                                                |              |                |
| 2 | Der blaue Raum  | The Blue Room | 9. Feb. 2018        | 23. März 2018                                  | Mahalia Belo | Kris Mrska     |
| In einer Rückblende erklärt Janice der jungen Matilda, dass sie das Ergebnis eines One-Night-Stands sei und ihren Vater nie kennen gelernt habe. In der Gegenwart ermittelt Constable PC Graves bezüglich Ewans Tods und schenkt Matildas und Hals eigenständigen Ermittlungen keinerlei Beachtung. Die Bewohner behandeln die beiden weiterhin kaltherzig, bis auf die Antiquitätenhändlerin Sylvia Walsh, die zu ihnen freundlich ist und Matilda zu ihrer Verwunderung zurück willkommen heißt. Unterdessen ermittelt Graves weiter und befragt unter anderem Stephen Kendrick, der damals im Fall Carys der leitende Ermittler war, sowie Ed Fenton, einen etwas zwielichtigen Handwerker, der angeblich bei Ewans Tod Zeuge war. Derweil beobachtet Matilda den Jungen David, den sie für ihren Halbbruder hält und Ähnlichkeiten zwischen ihnen feststellt, was seinen Vater Aron verärgert. Kurz darauf passieren im Ort merkwürdige Dinge, unter anderem werden Schafe ausgeweidet, Matilda findet zudem ein Buch über die Sprache von Engeln. Am Ende der Folge erhält sie von Sean Howell, Carys' Vater, die Hälfte einer Freundschafts-Halskette, die seiner Tochter gehörte, da er glaubt, Carys in Matilda zu erkennen. |                 |               |                     |                                                |              |                |
| 3 | Die Kette       | The Necklace  | 16. Feb. 2018       | 23. März 2018                                  | Mahalia Belo | Kris Mrska     |
| Nachdem Matilda mit der Halskette zur Polizei gegangen ist, wird sie von Graves gewarnt, die Stimmung im Ort nicht weiter anzuheizen. Währenddessen behauptet Stephen, dass Sean, der in den Jahren nach Carys Verschwinden untertauchte, mit dem Fall nichts zu tun hat. Als Matilda ihn fragt, ob Rose für Carys' Verschwinden verantwortlich ist, verteidigt Stephen sie und zieht sich zurück. Etwas später trifft sich Matilda mit Rose, was beide emotional sehr berührt und Rose zu Arons Missfallen aufgebracht zurücklässt. Er telefoniert danach mit Ed, den er bestochen hat, damit er Graves bezüglich Ewans Tod anlügt. Unterdessen führt die Barfrau Trudy Franken, Carys beste Freundin aus Kindertagen, Matilda zu dem Haus, in dem Carys und ihre Familie früher lebten. Als Rose erfährt, dass ihr Ehemann Aron ihr den gemeinsamen Sohn David weggenommen hat, will sie sich umbringen, was aber von Matilda und Hal verhindert wird. Danach erhält Matilda von einer Freundin ihrer Mutter eine Kopie ihrer Geburtsurkunde, worauf sie ihr Cello zertrümmert und in Tränen ausbricht. |                 |               |                     |                                                |              |                |
| 4 | Blaidd Carreg   | Blaidd Carreg | 2. März 2018        | 23. März 2018                                  | Mahalia Belo | Kris Mrska     |
| Die Ermittler befragen anlässlich von Carys' Verschwinden Sean, der sich äußerst seltsam verhält und im Verhörraum große Angst vor dem Einwegspiegel hat. Zudem findet Graves heraus, dass Ed Aron mehrmals angerufen hat, nachdem er Ewans Leiche fand. Unterdessen will Matilda Rose besuchen, als sie auf Laura trifft, eine Insassin der örtlichen Psychiatrie. Diese behauptet, Visionen von Carys zu haben. Derweil stellt sich heraus, dass Harry, Trudys Ehemann, wahrscheinlich was mit dem Vermisstenfall zu tun hat. Aron greift Hal an, da er ihn und Matilda für den Selbstmordversuch seiner Frau verantwortlich macht. Matilda erleidet einen Black-Out und kommt im Wald zu sich, in dem sie zu einer Höhle rennt. Sie trifft auf Sean, der ihr erklärt, dass Engel, die Verbindungen zu Spiegeln haben, Besitz von ihr ergriffen haben und sie zu der Höhle führen wollen. Die beiden betreten gemeinsam die Höhle, wo Matilda eine Vision hat. Sie verliert erneut das Bewusstsein und wacht an einer anderen Stelle im Wald auf. Sie begibt sich in den Keller des Dean House und zieht dort die Tapete ab, wodurch sie Zeichen findet, die darauf hindeuten, dass sie unter Drogen gesetzt und im Keller gefangen gehalten wurde, danach sind ihre Hände plötzlich blutverschmiert. |                 |               |                     |                                                |              |                |
| 5 | Bessie          | Bessie        | 9. März 2018        | 23. März 2018                                  | Mahalia Belo | Blake Ayshford |
| In einer erneuten Rückblende sieht sich Sylvia ein Fernsehinterview von Matilda an und macht danach einen mysteriösen Anruf. In der Gegenwart bringt Matilda Laura in den Keller, wo letztere spürt, dass Matilda dort von einem Mann hingebracht wurde, der bereits verstorben ist. Hal reist nach Manchester, um die Echtheit von Matildas Geburtsurkunde überprüfen zu lassen, dort findet er Beweise, die Janices wahre Identität offenbaren. Derweil tauchen vermehrt seltsame Symbole auf, unter anderem auf Matildas Rücken. Sie besucht ein örtliches Hippie-Camp, wo ihr ein Einheimischer erklärt, dass die Polizei im Jahr 1998 eine Kinderleiche im Wald gefunden und danach ihre Existenz geleugnet hat. Deswegen kommt Matilda zu dem Schluss, dass neben Carys ein weiteres Kind im Dean House gefangen gehalten wurde. Hal will zurück zu Matilda fahren, als er einen Autounfall erleidet. Unterdessen entführen Sylvia und das Ehepaar Lloyd und Verity Satlow David und setzen ihn unter Drogen, da sie so Engel heraufbeschwören wollen. |                 |               |                     |                                                |              |                |
| 6 | Carys           | Carys         | 16. März 2018       | 23. März 2018                                  | Mahalia Belo | Kris Mrska     |
| Hal wird vermisst, als Matilda herausfindet, dass Nick ihr Handy entwendet hat, damit sie nicht in Kontakt mit Hal tritt, wird sie wütend und setzt ihn unter Druck. Er gesteht, dass Sylvia und die Satlows ihm Geld gegeben haben, damit er sie beschattet. Unterdessen ermittelt Graves gegen einen Drogenring, dessen Mitglied Stephen war, und fährt zu den Satlows, um nach Antworten zu suchen. Als sie Matilda sieht, die aggressiv auftritt, nimmt sie sie fest und schickt sie anschließend fort. Stephen lockt Matilda daraufhin mit dem Versprechen, David freizulassen und ihr die Wahrheit über ihre Herkunft zu beichten, in das Dean House. Dort erklärt Sylvia, dass Matilda in der Tat Carys und David somit ihr Halbbruder ist. Zusammen mit ihren weiteren Sektenmitgliedern Ewan Dean, den Satlows und Stephen wollte sie erreichen, dass ein durch ein Ritual herbeigerufener Erzengel Besitz von einem entführten Kind ergreift und somit Teil ihrer Welt wird. Der erste Junge starb an einer Überdosis von Betäubungsmitteln, weswegen sie Carys entführen wollten. Janice, damals eine Polizistin, erfuhr von diesem Vorhaben und dachte fälschlicherweise, dass Rose ebenfalls Mitglied in der Sekte ist. Deswegen entführte sie Carys, zog mit ihr in eine andere Stadt, nahm die Identität einer Toten an und gab Carys den Namen Matilda. Sylvia manipuliert Matilda, die daraufhin in einen Tunnel steigt, den sie zuvor schon in ihren Träumen gesehen hatte. Als sie in einem Raum ankommt, ergreift der Erzengel Besitz von ihr, die Sektenmitglieder geraten aufgrund seiner Kraft in Panik. Als die Polizei später im Dean House eintrifft, findet Graves dort nur Matilda und David, die sie ins Krankenhaus bringt. Im Krankenhaus erhält Matilda Besuch von ihren leiblichen Eltern Rose und Sean, die überaus glücklich sind, sie zu sehen. Als Graves Matilda fragt, was mit den Sektenmitgliedern passiert ist, gibt Matilda an, auf die Toilette zu müssen. Dort verfärben sich ihre Augen schwarz, während mehrere Gräber gezeigt werden, anschließend sieht Matilda ihr Spiegelbild und lächelt. Am Ende der Folge wird Hal aufgefunden, es wird angedeutet, dass er ein Werwolf ist, da er in einer Vollmondnacht unbekleidet auf einer Wiese sitzt und blutverschmiert Schafe verzehrt. |                 |               |                     |                                                |              |                |

## Rezeption
In der Internet Movie Database erreichte die Serie 6,5 aus zehn Sternen basierend auf 4.504 abgegebenen Stimmen. Auf Rotten Tomatoes erhielt sie eine Kritiker-Bewertung von 75 Prozent basierend auf 20 Kritiken.
Steve Greene von IndieWire schreibt, „Requiem liefert nicht viele eindeutige Antworten, lässt der Fantasie zugleich aber so viel Spielraum, um sowohl einen aufschlussreichen Einblick in die menschliche Natur zu geben als auch eine fesselnde Fernsehserie zu sein“.